# Brevicoryne brassicae
Espèce
Le puceron cendré du chou (Brevicoryne brassicae) est une espèce d'insectes hémiptères de la famille des Aphididae (pucerons), originaire d'Europe. C'est un ravageur des plantes de la famille des Brassicaceae.

## Description et cycle de vie
De couleur verte atténuée par une pruine blanche ou grise, il vit en colonies sur diverses plantes de la famille des Brassicacées. Il y a deux types d’adultes, avec ou sans ailes. Les premiers œufs éclosent en février. En début de saison les adultes sans ailes apparaissent en premier; après une phase de prolifération, ils sont relayés par des ailés qui se dispersent. Ils se reproduisent d’abord par parthénogenèse, la pullulation est forte en mai. En automne, des insectes sexué permettent la reproduction binaire. Ils causent des dégâts par piqûres et miellats ; les feuilles se recroquevillent et meurent, les tiges sont entourées de manchons de pucerons.

## Biologie
Selon une étude publiée mi-2007, il peut utiliser et mimer le système de défense chimique de sa plante-hôte. La larve de ce puceron absorbe et stocke dans son hémolymphe certaines métabolites protéiques (glucosinolates), qui protègent le chou de ses prédateurs, et - comme le fait le chou – le puceron produit une enzyme (myrosinase ; ou glucohydrolase de β-sulfoglucoside) qui catalyse l'hydrolyse des glucosinolates, synthétisant ainsi des produits biologiquement actifs.

## Protection des cultures
Les œufs hivernent sur les restes de récoltes. L’infestation débute peu après l’implantation si le temps est chaud et sec. Les ravageurs sont régulés par des auxiliaires parasites naturels, qu’il est important de prendre en compte pour choisir le traitement. Ils sont favorisés par des prairies et bandes florales à proximité. Les jeunes plants peuvent être protégés par un filet à mailles de moins de 1.4 mm. Irriguer par temps sec. Si un produit est utilisé, il doit être appliqué avant que les feuilles soient enroulées et de façon à atteindre la face inférieure des feuilles.